# 8050 Beishida
8050 Beishida (1996 ST) là một tiểu hành tinh vành đai chính được phát hiện ngày 18 tháng 9 năm 1996 bởi Chương trình tiểu hành tinh Bắc Kinh Schmidt CCD ở Xinglong.